# Boloria
Boloria is een geslacht van parelmoervlinders uit de onderfamilie Heliconiinae. De wetenschappelijke naam is voor het eerst geldig gepubliceerd in 1900 door Frederic Moore.
De typesoort van het geslacht is Papilio pales Denis & Schiffermüller, 1775

## Soorten
- ondergeslacht Boloria
  - Boloria alaskensis (Holland, 1900)
  - Boloria aquilonaris (Stichel, 1908) - Veenbesparelmoervlinder
  - Boloria caucasica (Lederer, 1852)
  - Boloria frigidalis
  - Boloria graeca (Staudinger, 1870) - Balkanparelmoervlinder
  - Boloria napaea (Hoffmannsegg, 1804) - Bergparelmoervlinder
  - Boloria neopales
  - Boloria pales (Denis & Schiffermüller, 1775) - Herdersparelmoervlinder
  - Boloria purpurea
  - Boloria roddi
  - Boloria sipora
- ondergeslacht Clossiana
  - Clossiana albequina (Holland, 1928)
  - Clossiana alberta (Edwards, 1890)
  - Clossiana amphilochus (Ménétriés, 1859)
  - Boloria angarensis (Erschoff, 1870)
  - Clossiana astarte (Doubleday, 1847) (=Boloria tritonia astarte)
  - Clossiana boisduvalii (Duponchel, 1832)
  - Boloria chariclea Schneider, 1794 - Arctische parelmoervlinder
  - Boloria dia Linnaeus, 1767 - Paarse parelmoervlinder
  - Clossiana distincta Gibson, 1920
  - Clossiana erda (Christoph, 1893)
  - Clossiana erubescens (Staudinger, 1901)
  - Boloria euphrosyne Linnaeus, 1758 - Zilvervlek
  - Clossiana eva (Grum-Grshimailo, 1891)
  - Boloria freija (Thunberg, 1791) - Freija's parelmoervlinder
  - Boloria frigga (Thunberg, 1791) - Frigga's parelmoervlinder
  - Clossiana gansuensis Tshikolovets, 2017[1]
  - Clossiana gong (Oberthür, 1884)
  - Boloria hegemone
  - Clossiana helena (Edwards, 1871)
  - Boloria improba Butler, 1877 - Donkere parelmoervlinder
  - Clossiana iphigenia (Graeser, 1888)
  - Clossiana jerdoni (Lang, 1868)
  - Clossiana lucki Reuss, 1923
  - Clossiana montinus (Scudder, 1862)
  - Clossiana myrina (Cramer, 1779)
  - Clossiana natazhati (Gibson, 1920)
  - Boloria oscarus (Eversmann, 1844)
  - Boloria polaris Boisduval, 1828 - Poolparelmoervlinder
  - Boloria selene (Denis & Schiffermüller, 1775) - Zilveren maan
  - Boloria selenis (Eversmann, 1837)
  - Clossiana speranda Grosser, 1979
  - Boloria thore (Hübner, 1803) - Thors parelmoervlinder
  - Boloria titania (Esper, 1793) - Titania's parelmoervlinder
  - Clossiana toddi (Holland, 1928)
  - Boloria tritonia (Bober, 1812)
  - Clossiana youngi (Holland, 1900)
- ondergeslacht Proclossiana
  - Boloria eunomia (Ringoogparelmoervlinder) Esper, 1799
- niet aan een ondergeslacht toegewezen
  - Boloria acrocnema Gall & Sperling, 1980
  - Boloria alethea (Hemming, 1934)
  - Boloria epithore (Edwards, 1864)
  - Boloria sifanica (Grum-Grshimailo, 1891)
  - Boloria tatsienlouana Reuss, 1925